# Metopius zuluanus
Metopius zuluanus là một loài tò vò trong họ Ichneumonidae.